# Handball-Weltmeisterschaft der Frauen 2029/Qualifikation
Die Qualifikation zur Handball-Weltmeisterschaft der Frauen 2029 begann mit der Vergabe der Austragung im April 2024. Am Turnier werden 32 Mannschaften teilnehmen.

## Richtlinien der IHF (Stand 2024)
Am Turnier werden 32 Mannschaften teilnehmen. Gesetzt sind dabei die Organisatoren und der amtierende Weltmeister. Zudem werden bis zu zwölf Leistungsplätze an die Kontinentalföderationen auf der Grundlage der Mannschaften auf Rang 1–12 der vorangegangenen Weltmeisterschaft zugeteilt, bis zu 17 Pflichtplätze an Mannschaften der Verbände in Afrika, Asien, Europa, Nordamerika und Karibik, Süd- und Zentralamerika sowie ggf. Ozeanien und eine Wildcard. Für den Fall, dass es mehr als einen Organisator aus derselben Kontinentalföderation gibt, wird die Anzahl der Pflichtplätze der betreffenden Kontinentalföderation entsprechend reduziert.

## Direkte Qualifikation
Direkt qualifiziert sind die Organisatoren und der amtierende Weltmeister.
- Spanien als Gastgeber

## Leistungsplätze und Pflichtplätze
Zwölf Leistungsplätze werden an die Kontinentalföderationen auf der Grundlage der Mannschaften auf Rang 1–12 der vorangegangenen Weltmeisterschaft zugeteilt.
17 Pflichtplätze werden an Mannschaften der Verbände in Afrika, Asien, Europa, Nordamerika und Karibik, Süd- und Zentralamerika sowie ggf. Ozeanien vergeben. Für den Fall, dass es mehr als einen Organisator aus derselben Kontinentalföderation gibt, wird die Anzahl der Pflichtplätze der betreffenden Kontinentalföderation entsprechend reduziert.

### Afrika
Der Handballverband Afrikas erhält vier Pflichtplätze für die Teilnahme an der Weltmeisterschaft, dafür müssen acht Mannschaften am Qualifikationsturnier der Kontinentalföderation (Afrikameisterschaft) teilnehmen. Das entsprechende Turnier ist die Afrikameisterschaft 2028.

### Asien
Der Handballverband Asiens erhält vier Pflichtplätze für die Teilnahme an der Weltmeisterschaft, dafür müssen acht Mannschaften am Qualifikationsturnier der Kontinentalföderation (Asienmeisterschaft) teilnehmen. Das entsprechende Turnier ist die Asienmeisterschaft 2028.

### Europa
Der Handballverband Europas erhält vier Pflichtplätze für die Teilnahme an der Weltmeisterschaft, dafür müssen acht Mannschaften am Qualifikationsturnier der Kontinentalföderation (Europameisterschaft) teilnehmen. Das entsprechende Turnier ist die Europameisterschaft 2028.

### Nordamerika und Karibik
Der Handballverband von Nordamerika und der Karibik erhält einen Pflichtplatz für die Teilnahme an der Weltmeisterschaft, dafür müssen vier Mannschaften müssen am Qualifikationsturnier der Kontinentalföderation (Nordamerikanische und karibische Handballmeisterschaft) teilnehmen. Das entsprechende Turnier ist die nordamerikanische und karibische Meisterschaft 2028.

### Ozeanien
Die Kontinentalföderation Ozeaniens besitzt keinen direkten Pflichtplatz für eine Qualifikationsveranstaltung auf kontinentaler Ebene, ist jedoch eingeladen zu den Qualifikationsveranstaltungen Asiens (Asienmeisterschaft). Wenn der Vertreter Ozeaniens bei der Qualifikationsveranstaltung Asiens mindestens den fünften Platz erreicht, erhält er einen Pflichtplatz.

### Süd- und Mittelamerika
Der Handballverband für Südamerika und Mittelamerika erhält drei Pflichtplätze für die Teilnahme an der Weltmeisterschaft, dafür müssen sechs Mannschaften müssen am Qualifikationsturnier der Kontinentalföderation (Süd- und mittelamerikanische Handballmeisterschaft) teilnehmen. Das entsprechende Turnier ist die süd- und mittelamerikanische Meisterschaft 2028.

## Wildcards
Ein bis zwei Startplätze werden durch Wildcard bestimmt.

## Teilnehmende Mannschaften an der 29. Weltmeisterschaft
| Mannschaft aus | Kontinent (Verband) | Qualifiziert als | Datum der Qualifikation | Teilnahmen an den bisherigen 28 Weltmeisterschaften | Teilnahmen an den bisherigen 28 Weltmeisterschaften                          | Teilnahmen an den bisherigen 28 Weltmeisterschaften |
| Mannschaft aus | Kontinent (Verband) | Qualifiziert als | Datum der Qualifikation | Anzahl                                              | Jahre                                                                        | Titel                                               |
| -------------- | ------------------- | ---------------- | ----------------------- | --------------------------------------------------- | ---------------------------------------------------------------------------- | --------------------------------------------------- |
| Spanien        | Europa (EHF)        | Gastgeber        | 16. April 2024          | 13                                                  | 1993, 2001, 2003, 2007, 2009, 2011, 2013, 2015, 2017, 2019, 2021, 2023, 2025 | 0                                                   |